# Velledalen

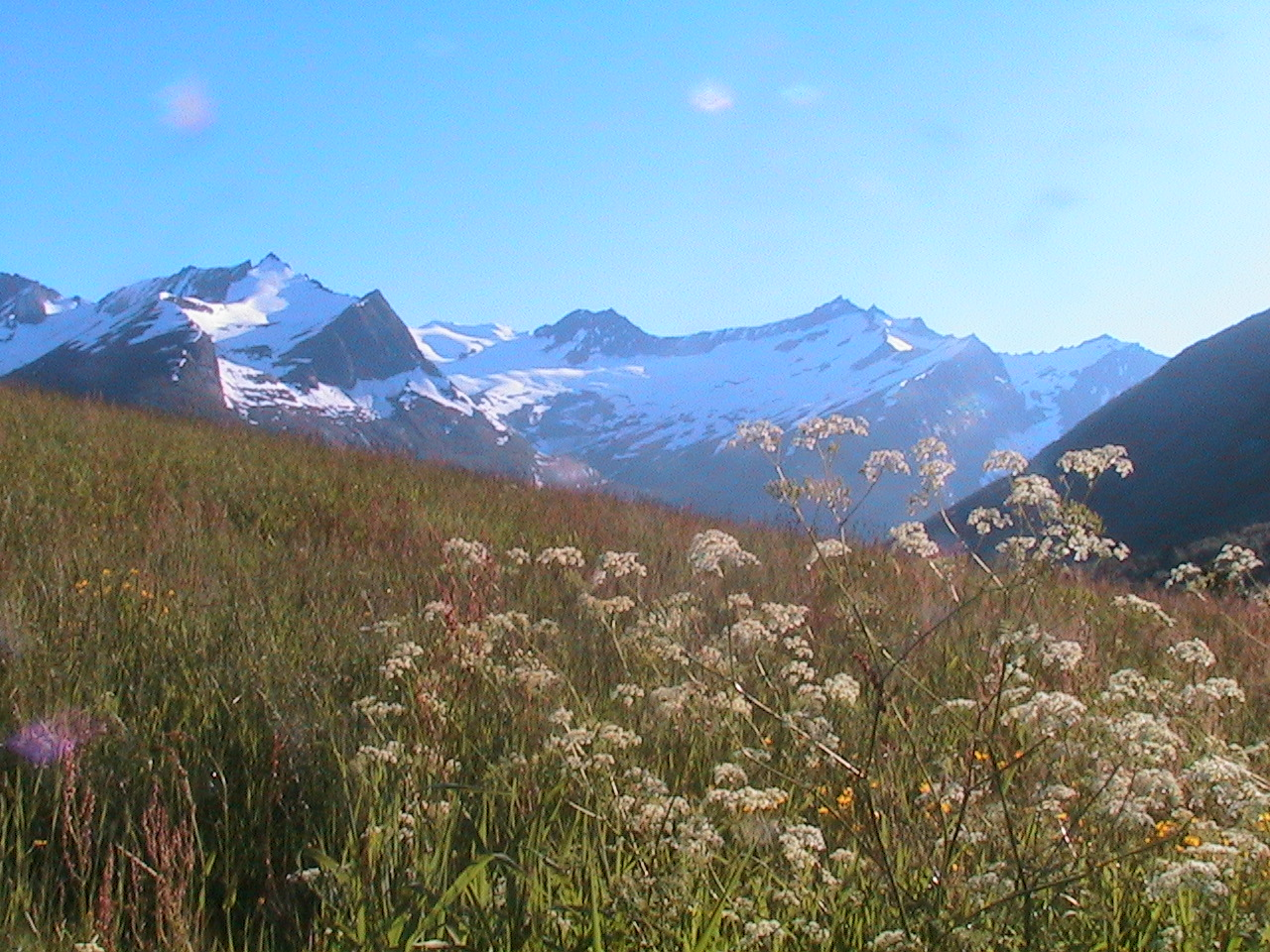
Ausblick auf das Velledalen (Mai 2006)

Velledalen ist ein Talgebiet in der norwegischen Kommune Sykkylven. Das Gebiet ist von vielen Bergen und Gletschern umgeben, unter anderem vom Råna (1.586 m), Store Brekketind (1.578 m), Midtre Regndalstind (1.540 m), Brunstadhornet (1.524 m) und  Velleseterhornet (1.510 m).

## Persönlichkeiten
- Edvard Drabløs – Schauspieler und Chef des Det Norske Teateret.
- Arnold Weiberg Aurdal – früheres Mitglied des Storting (Senterpartiet).